# Nicoleta-Ramona Dinu
Nicoleta-Ramona Dinu (n. 31 august 1975

) este un senator român, ales în 2016. 